# Кастеларо
Кастеларо (итал. Castellaro) је насеље у Италији у округу Империја, региону Лигурија.
Према процени из 2011. у насељу је живело 471 становника. Насеље се налази на надморској висини од 242 м.

## Становништво
| 1931. | 1936. | 1951. | 1961. | 1971. | 1981. | 1991. | 2001. | 2011. |
| ----- | ----- | ----- | ----- | ----- | ----- | ----- | ----- | ----- |
| 587   | 512   | 520   | 545   | 649   | 632   | 860   | 1.044 | 1.233 |